# 東京横浜電鉄キハ1形気動車
東京横浜電鉄キハ1形気動車（とうきょうよこはまでんてつキハ1がたきどうしゃ）は、東京急行電鉄の前身である東京横浜電鉄（東横電鉄）が、1936年（昭和11年）に導入したガソリンカーである。大手私鉄が電化区間に投入したガソリンカーという点でも特異であるが、大型で、大胆なヨーロピアンスタイルの流線形ボディと、戦前の私鉄気動車としては数が多い、8両が一挙に製造されたことで知られる。

## ガソリンカー導入の経緯
鉄道におけるエネルギー効率から言えば、ガソリンエンジンやディーゼルエンジンなどの内燃機関動力よりも、電気動力の方が格段に優れている。日本で恒常的に大量輸送を行う鉄道では、ほぼ例外なく電気動力を用い、電車を運行しているが、変電所や架線などの地上設備コストが非常に高く、輸送量が多くなければ採算が取れない性質があり、輸送力増強の際には余分な電力を必要とすることから、変電所などの容量増強工事を行う必要も起きてくる。このような見地からすると、電車を運行するより、電化せずに内燃機関動力を用いる方が有利なケースも多い。日本でも多くの亜幹線やローカル線は非電化で、ディーゼルエンジンを搭載した気動車が広く用いられている。

### ガソリンカーの出現
日本の鉄道史において、ガソリン機関を搭載して自走する客車、いわゆるガソリンカーを用いた営業運転は、1920年（大正9年）に初めて行われた（好間軌道。現・福島県いわき市。1936年〈昭和11年〉廃線）。それ以前から日本に電車は存在し、地方での運行例も多かったが、地上設備を余り要さず初期投資費用（イニシャルコスト）も低いガソリンカーは、輸送量の少ない閑散鉄道路線には電車より総合的に経済的であることから、1920年代半ば以降、急激に普及するようになった。
それまで蒸気機関車を用いていた鉄道会社や、新たに路線を建設しようとした鉄道会社も、電化による電車導入計画を取りやめ、ガソリンカーに切り替えるケースが続出した。この時代には各地に零細事業者によるバス会社が乱立し、中小私鉄の手強い競争相手となっていた。対抗上、増発して頻繁運転することに向いたガソリンカーがクローズアップされた。
1920年代半ば、アメリカ合衆国の二大自動車メーカーであるフォードとGMが、横浜（日本フォード）と大阪（日本GM）に相次いで組み立て工場を建設し、大量生産を開始したが、これら日本製米国車の販売・普及を促進するため、同時にアメリカからの石油輸入量も増大した。また、1920年の世界恐慌以降、アメリカの石油産業は慢性的に供給過剰の状態にあり、1930年代初頭には、日本のガソリン価格もアメリカ本土と大差ない水準にまで下落しており、これもガソリンカーの普及を後押しした。
日本のガソリンカーは当初、安価で信頼性の高い米国製の自動車用エンジンや変速機を流用していたこともあり、全長3 - 8 m程度と自動車並みに超小形であったが、日本車輛製造の尽力により、以後、数年の間に急速な改良が進み、1930年代初頭には中形電車並みの収容力を持つ13 m級の大形ガソリンカーも出現した。
国有鉄道線（省線）を管轄する鉄道省もこの時流に乗り、1929年（昭和4年）からガソリンカーの試作を開始した。当初は車体が重すぎて性能不足となるなど失敗が続いたが、私鉄ガソリンカーの設計手法を取り入れて開発された16 m軽量車体・100 psエンジン搭載のキハ36900形（1932年〈昭和7年〉・後にキハ41000形となる）は好成績をあげ、1935年（昭和10年）までに100両以上も作られ、全国各地で列車の増発を実現する成功を収めた。
これに意を得た鉄道省は、超大型の20 m級ガソリンカーの開発に乗り出す。1935年（昭和10年）に20 m車体・150 psエンジン搭載のキハ42000形を完成させ、これも1937年（昭和12年）までに100両近くが製造され、一定の実績を上げた。
当時の省線は電化がほとんど進んでおらず、大都市近郊でも蒸気機関車による運行が多かったため、電車同様の頻繁運転ができるガソリンカーは利用者からも歓迎された。
当時のガソリンカーは自動車におけるマニュアル車同様の手動式変速機を用いており、複数車両を先頭車から一括して制御することはできなかったが、連結運転の場合には編成各車に運転士を乗務させ、汽笛の合図で同時に変速を行うやり方で問題をクリアしていた。このため、実用上は通常3両編成が限度であった。
より経済性に優れたディーゼルエンジンの日本の気動車への採用例は、1928年（昭和3年）に雨宮製作所がドイツのMAN製船舶用エンジンを搭載して製造した長岡鉄道キロ1形が最初とされる。その後、1932年（昭和7年）には江若鉄道がドイツ国のダイムラー・ベンツ製メルセデス・ベンツ・OM 5-Sを気動車用として採用した。前者はその後にエンジンと駆動系を一般的なガソリンカーなみに改造され、後者も7年ほどでエンジンを下して客車化されるなど、いずれも保守に難渋したようで、戦前・戦中の日本の技術・工業水準では、ディーゼルカーの設計、生産、保守は困難で、広くは普及しなかった。
電気鉄道での輸送力増強に際しては、車両増備のほか、変電所など地上設備の強化が不可欠であるが、これには多額のコストを要する。場合によっては一部の運用にガソリンカーを用いた方が、設備投資額等を比較検討すれば増発は低コストで済む、というのがメーカーのアピールであった。
中小私鉄ではこの提案に乗った例も幾例か見られたが、大都市を発着する電化私鉄で実際にこの策を導入したのは本形式を導入した東横電鉄のみである。
東横電鉄のワンマン経営者であった五島慶太は、コスト計算に極めてシビアな人物であった。1930年代中期の東横電鉄では利用客増加に伴って輸送力増強が急務であったが、五島はこれに際しコストダウンのため、ガソリンカーの導入を検討した。地上設備増強、車両製造費用とその減価償却等々、電車増備との徹底した費用比較が行われた結果、ガソリンカー導入の方が若干有利であるという結論に達した。この際には、機械式気動車でネックとなる、総括制御不能による運転士複数乗務までも計算に入れられていたという。キハ1形はこうして導入されたものである。
実際には、1937年（昭和12年）に日中戦争が勃発、以降の戦争激化による統制でガソリン価格が暴騰してガソリンカーの運行コストは急上昇、メーカーの提示した「皮算用」はあえなく破綻した。電化私鉄のガソリンカーの多くは、非電化の私鉄に売却され、あるいは電車に改造されるなどの経過を辿っている。

## 概要
製造は当時の東横に電車を多数納入していた川崎車輛（現・川崎重工業車両カンパニー）が担当し、1936年（昭和11年）4月から6月にかけてキハ1 - 8までの8両が順次竣工している。この数は鉄道省制式車を別にすると、日本国内向けの単一形式ガソリンカーとしては、第二次世界大戦前では第2位の量産記録で、最多記録は1930年から1931年にかけて日本車輌製造（日本車輌）本店が名古屋鉄道の前身である名岐鉄道へ納入した、キボ50形の10両である。
1930年代の川崎車輛は、蒸気機関車や電車の製造では既に大手企業であったが、ガソリンカー製造では後発であった。江若鉄道キニ6など日本車輌との競作で大型ガソリンカーも製造していたが、ガソリンカー市場では常に大手の先発メーカーである日本車輌の後塵を拝していた。
ゆえにガソリンカーの分野では国鉄向けのキハ41000・42000形の製造が主であった川崎であるが、その中では東横キハ1形は力作と言えるものである。

## 車体
車体両端に運転台を備える3扉車で、側窓配置は11D (1) 5D (1) 4 (1) D11（D：客用扉、括弧付き数字：戸袋窓）となっており、乗務員扉は設けられておらず、乗務員も客用扉から出入りする。
構造的には台枠上に柱を立てて梁を渡して荷重を負担し、これに屋根や側板などを打ち付ける、従来通りの設計である。もっとも、組み立てにはアーク溶接が多用され、車体裾部と客用扉両脇の柱部、それに側窓上部など、設計当時の工作技術では溶接（強度確保）が困難な重要箇所に限ってリベット接合が用いられている。
車体長は17.0 mで戦前の私鉄向けガソリンカーとしては、滋賀県の江若鉄道が1931年（昭和6年）以降に導入したキニ4・キニ9形の17.4 mに次ぐ大形車体である。
車体の両端を前後客用扉付近から緩やかに絞り、曲率が異なり、屋根から床面まで緩やかな円弧を描く固定二枚窓構成の妻面に接合した大胆な流線形で、戦前の日本製気動車でも特に洗練された、良いインダストリアルデザインの一つである。
また、運転席脇の車体が絞られている部分には三角窓があり、これは換気のため外側に開くことができた。ただし、この窓では窓から顔を出してプラットホームを確認できないため、客用扉とこの三角窓の間に細長い1段下降窓を設置することで車掌のホーム確認など客扱い作業を容易にしている。
前照灯は屋根上中央に埋め込み式で1灯搭載し、腰部の尾灯も左右の腰板部に半埋め込み式で2段配置で、さらに両端の運転台部分は雨樋が省略されており、ここも欧州調の造形である。
両端の客用扉下から前面にかけての運転台部分には短い排障器が端梁を覆い隠すように取り付けられており、これも流線形のシルエットの一部を構成している。加えて製造当初は、当時の川崎車輛が私鉄向けガソリンカーに好んで装備した「カウキャッチャー」風排障器がスカートの下に取り付けられており、一見すると日本の鉄道車両とは見えない外観であった。
側面には大型の2段上昇式窓が並び、窓上の補強帯（ウインドウヘッダー）は幕板の内側に取り付けるようにして隠されており、平滑で洗練されたサイドビューを構成している。電車運行路線での運用のため、多くのガソリンカーのような低いホームでの運用は考えず、ステップを設けていない。
独特なスタイルの一方で、窓寸法を見ると幅790 mm、高さ850 mmでモハ510形（デハ3450形更新前）と同一である。これは当時から部品共通化の思想からガラス予備品の共通化を狙ったとされている。
車内は各客用扉間にロングシートを設置し、運転台は半室式である。

## 主要機器

### エンジン・変速機
エンジンは川崎KP170（排気量16.98 L、水冷、直列8気筒、連続定格出力170 PS / 1,500 rpm）で、実質的には鉄道省キハ42000形用制式エンジンであるGMH17そのものである。
ただし、連続定格出力150 PS / 1,500 rpm のGMH17とは異なり、170 PS / 1,500 rpm を公称しているが、その理由は定かではない。このGMH17は通常の私鉄ガソリンカー用としては大きすぎたため、日本内地では東横以外での採用例はない。
変速方式は機械式で4段変速のD211、クラッチはキハ42000形同様空気圧による遠隔制御を行う。これらは基本的には鉄道省標準品相当であるが、キハ42000形が高速運転を重視して逆転機内装の最終減速機の歯車比をキハ41000形の3.489から2.976に変更したD208を採用していたのに対し、本形式ではキハ41000と同じ3.489（加速重視）のD207のままとなっている。

### 台車
台車は日本車輛製造が試行錯誤の末に確立し、当時の気動車でほぼスタンダードな方式となっていた軸距2,000mmの菱枠形軸ばね台車で、軸受にはローラーベアリングを採用する。
これも鉄道省TR29相当品である。

### ブレーキ
ブレーキは連結運転を重視しない運用計画から、鉄道省制式気動車に標準採用されていた自動・直通兼用のGPSブレーキではなく、より簡素な構造のSME非常弁付き直通ブレーキを手ブレーキとともに搭載している。ただし、非常管と直通管の2本の空気管コックが連結器脇に用意されており、連結運転に対応可能となっている。

### 連結器
連結器は鉄道省でも制式採用されていた、自動連結器から「自動連結・解放」の機能を省略し軽量化を図った簡易連結器を装着する。
この連結器は強度が低く連結解放が不便であったが、連結運転をほとんど行わない本形式では特に問題ないと判断され、軽量化のメリットを重視して採用されている。

## 運用
本形式は電車と比較した場合、出力不足が著しく、計画中の急行と普通列車ダイヤでの走行試験の結果、上り線で多摩川園前（現・多摩川）に停車すると、多摩川園前 - 田園調布間にあった連続勾配を登ることは無理と判明した。
このため、専用ダイヤを設定の上で急行に充当されたが、実際に運用されるとエンジントラブルの多発に悩まされ、また、前記田園調布 - 多摩川園前間等の勾配区間での出力不足はいかんともしがたいものであった。
そうこうするうち、1937年（昭和12年）の日中戦争勃発に伴う燃料統制によって、ガソリンカーの運行コストは急騰、キハ1形の活用は早期に諦められ、以降は本来の電車増備で輸送力増強がなされることになったが、加速性能の不十分さと日中戦争に伴う燃料統制によって東横電鉄での運用は短期間に留まり、1939年（昭和14年）には早くも五日市鉄道（現・東日本旅客鉄道五日市線）にキハ2・8の2両が売却（前年より貸出）された。この2両は後に五日市鉄道が南武鉄道を経て国鉄買収されるに伴い国鉄籍となったが、戦後1950年（昭和25年）に鹿島参宮鉄道（現・関東鉄道および鹿島鉄道）に払い下げられ、同社のキハ42201・42202として1970年代後半まで鉾田線にて運用、この間にディーゼルカーに改造された。42201は、末期には流線形運転台を切妻形に改造されている。
残り6両は1938年（昭和13年）12月から1940年（昭和15年）9月にかけて、東横の資本系列の非電化路線である神中鉄道（現・相模鉄道）に譲渡された。神中鉄道は1940年当時、ガソリンカー・ディーゼルカーを大小合計20両近くも保有する先進的な鉄道会社で、1935年（昭和10年）から1940年（昭和15年）までに国産エンジン搭載のディーゼルカーを11両も製造して運行実績を上げていた。しかし、燃料統制下で木炭・石炭などの代燃ガス発生装置（木炭自動車を参照）の活用が強いられるようになると、その種の燃料が使えないディーゼルカーは不利になり、代わって旧東横のガソリンカーが主力となった。これらの一部は1942年（昭和17年）以降、コーライト（石炭を低温乾留して製造する半成コークスの商品名）・無煙炭用の代燃ガス発生装置を装備された代燃車となり、流線型の前頭部に代燃炉を外付けした姿で運用された。

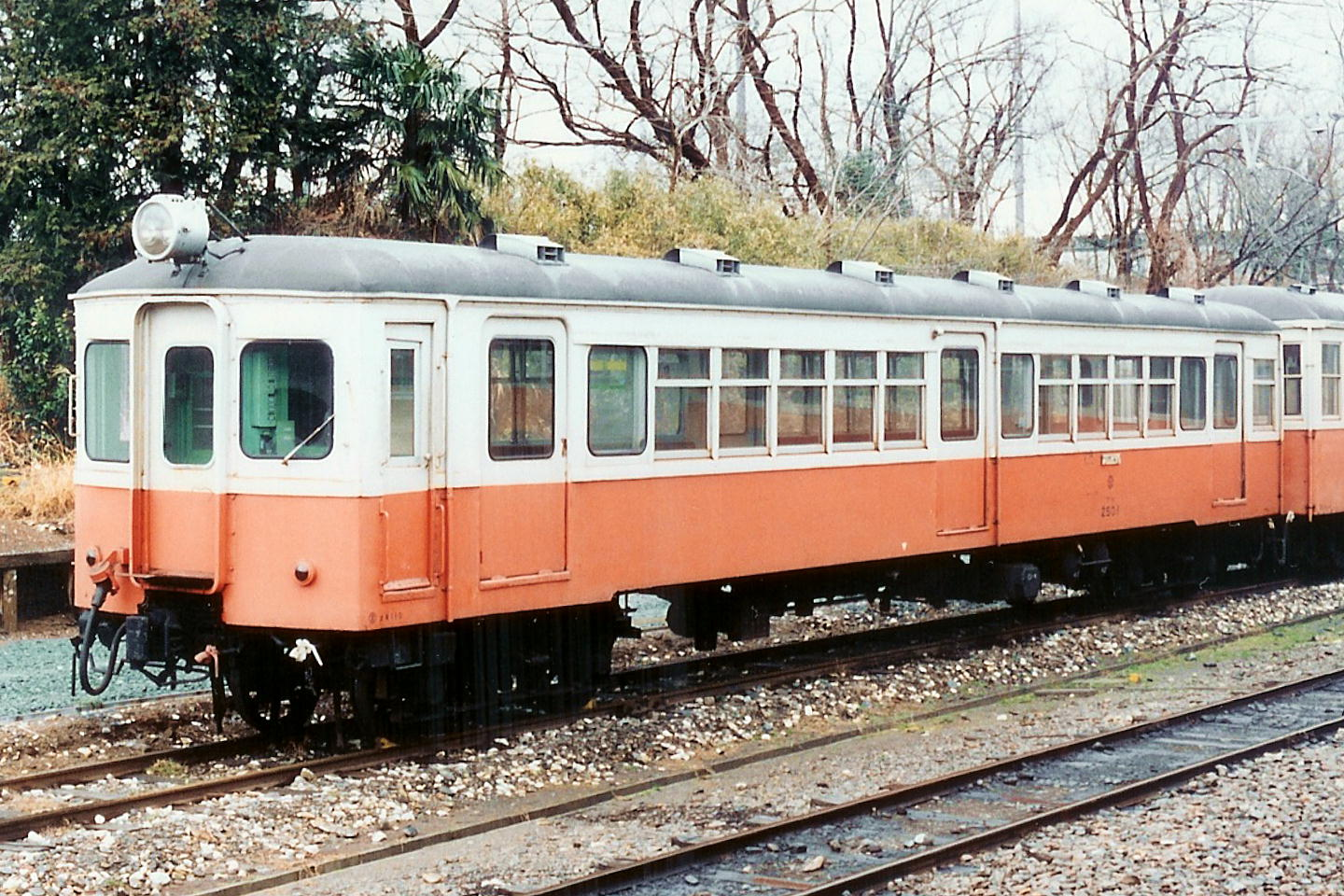
日立電鉄クハ2501（元キハ4）

1943年（昭和18年）には神中鉄道が相模鉄道（当時。現・東日本旅客鉄道相模線）に合併されたことで相模鉄道籍となり、旧相模鉄道線の国家買収と旧神中線の電化に伴って、1947年（昭和22年）頃までに電車（無動力の制御車）に改造、クハ1110形1111 - 1115号となった。このうちクハ1113・1114号は1947年（昭和22年）3月から翌年6月の一時期、車両不足の応援のため再度東横線に復帰して運用された。
1951年10月、妻面を流線型から丸妻に改造、さらに形式はクハ2500形となっている。相模鉄道の車両近代化に伴って日立電鉄に2両（クハ2500形）、日立製作所水戸工場に1両、上田丸子電鉄に2両（クハ270形）がそれぞれ譲渡され、特に日立電鉄への譲渡車は1992年（平成4年）まで運用されていた。